# Смута годов Канно
Смута годов Канно (яп. 観応擾乱 канно: дзё:ран) — вооружённый конфликт между сёгуном Асикага Такаудзи и его братом, Асикага Тадаёси в 1349—1352 годах. Название событиям дано по девизу правления Канно.

## Предпосылки
Хотя сёгуном был Асикага Такаудзи, его брат Тадаёси в течение 10 лет был независим в пределах своих полномочий. Властные функции были поделены следующим образом: под контролем Такаудзи находились ведомства Самурай-докоро и «Наградное ведомство» (яп. 恩賞方 онсё: ката), в то время как в руках Тадаёси были сосредоточены судебные функции.
Смута годов Канно разделила и практически разрушила структуру раннего сёгуната Асикага. В целом Такаудзи был новатором, в то время как Тадаёси — консерватором, державшимся политики прошлого. Будучи военным лидером страны, Такаудзи назначил ряд своих вассалов на должности сюго (губернаторов провинций) и поделил сёэны (поместья), отдав половину земельных наделов своим служилым людям. Тадаёси отчаянно сопротивлялся этим решениям, запретив назначать сюго за боевые заслуги и раздел сёэнов. Налицо противоборство в политике братьев.
Отношения между двумя братьями ещё больше испортились, когда Такаудзи сделал своим сицудзи (советником) Коно Моронао, чью политику невзлюбил Асикага Тадаёси.

## Основные даты
- 1349 год — Моронао вынудил Тадаёси отойти от государственных дел и постричься в монахи под именем Кэйсин, а его настоятелем стал знаменитый религиозный деятель и поэт Мусо Сосэки[7][8];
- 1350 год — Асикага Тадаёси вместе с военачальником Хатакэяма Куникиё и другими самураями перешли на сторону императора Южного Двора, политического противника сёгуна Асикага Такаудзи[9];
- 1351 год — императорские войска под предводительством Кусуноки Масанори и Асикага Тадаёси осадили столицу и обратили Такаудзи в бегство. В ответ Такаудзи решил обманом заманить императора в Киото, подослав к нему своего сына Ёсиакира как «перебежчика», но император обман раскусил[9];
- 1352 год — на улицах Киото пятитысячное войско под предводительством Кусуноки Масанори и Вада Масатада сразилось с войсками сёгуната во главе с Хосокава Акиудзи и Хосокава Ёрихару. Последние потерпели поражение. Силы Южного Двора захватили трёх императоров Северного Двора (Когон, Комё и Суко)[9]. Отпущены в Киото они будут только в 1357 году[10];
- 1352 год — принц Мунэнага потерпел поражение от Такаудзи в провинции Мусаси[9];
- 1352 год — бой при Отокояма: шесть тысяч человек сил сёгуната во главе с Хосокава Акиудзи и Токи Ясусада сразились против императорских полководцев Масанори и Масатада. Битва окончилась победой войск сёгуната. На помощь подоспел император Южного Двора, но был обращён в бегство[9];
- 1352 год — Ямана Токиудзи и Асикага Тадафую перешли на сторону императора, началось наступление на Киото[9];
- 1352 год — Асикага Тадаёси умер, вероятно, отравленный братом.

## Последствия
В результате Смуты значительно возросло влияние Южного Двора. В значительной степени возобновление его военной активности стало возможным благодаря предательствам целого ряда самураев сёгуната Муромати. Наступление императорских войск в 1352 году на Камакуру, столицу Асикага Такаудзи, было обеспечено за счёт перехода огромного числа последователей Тадаёси на сторону императорского военачальника Нитта Ёсимунэ. Предательство сюго Ямана Токудзи помогло наступлению войск Южного Двора на Киото в 1353 году. Перебежчиком стал даже приёмный сын Тадаёси, Асикага Тадафую, ставший лидером Западной армии Южного Двора в период наступлений на Киото в 1353 и 1354.
С другой стороны, Смута положила конец двоевластию в сёгунате: теперь вся полнота власти была сосредоточена в руках одного Такаудзи.